# Viktor Meyer
Viktor Meyer, také Victor Meyer, (8. září 1848 Berlín – 8. srpna 1897 Heidelberg) byl německý chemik, který se zabýval především organickou a anorganickou chemií. Nejvíce se proslavil vynálezem přístroje pro určování hustoty par (přístroj Viktora Meyera), což je nyní standardní laboratorní metoda pro stanovení molární hmotnosti těkavé kapaliny. Zavedl pojmy stereochemie a dipóly u polárních molekul.
V roce 1882 byl Meyer zvolen členem Německé akademie věd Leopoldiny. Od roku 1885 byl řádným členem Göttingenské akademie věd a od roku 1889 jejím externím členem. V roce 1892 byl zvolen do Americké akademie umění a věd a v roce 1897 do představenstva Německé chemické společnosti v Berlíně. Od roku 1896 byl dopisujícím členem Pruské akademie věd.
Meyer byl jedním z nejvýznamnějších chemiků své doby. V roce 1891 mu byla uděleno nejvyšší britské vědecké ocenění udělované za chemii - Davyho medaile Královské společnosti, které obdržel za brilantní experimentální schopnosti a četné příspěvky k chemické vědě.

## Život

### Mládí a vzdělání
Viktor Meyer se narodil 8. září v roce 1848 v Berlíně jako syn obchodníka a tiskaře bavlny Jacquese Meyera. Jeho rodiče byli Židé, ale aktivně jej v židovské víře nevychovávali.
Na gymnázium nastoupil v deseti letech do stejné třídy jako jeho o dva roky starší bratr Richard. Měl vynikající vědecké schopnosti a velkou lásku k poezii, která ho zpočátku vedla k touze stát se hercem. Jeho bratr Richard začal studoval chemii na univerzitě v Heidelbergu a to rozhodlo i o jeho rozhodnutí věnovat se vědě.
V roce 1865 ve svých 17 letech začal studovat chemii na Humboldtově univerzitě v Berlíně. Bylo to ve stejném roce, kdy August Wilhelm von Hofmann nahradil Eilharda Mitscherlicha na pozici profesora chemie. Po jednom semestru Meyer odešel do Heidelbergu, kde pracoval jako asistent Roberta Wilhelma Bunsena a chodil na přednášky o organické chemii Emila Erlenmeyera. Doktorát získal v roce 1867 ve věku pouhých 19 let. To mu otevřelo dveře k velmi úspěšné kariéře, během které se stal jedním z nejvýznamnějších chemiků své doby.

### Kariéra
- V roce 1867 pracoval Meyer na univerzitě v Heidelbergu jako asistent v laboratoři Roberta Wilhelma Bunsena. Pomáhal při analýze minerálních vod pro vládu Bádenska a pomáhal studentům s přípravou na zkoušky
- Od roku 1868 do roku 1871 studoval organickou chemii na Gewerbe-Akademie v Berlíně pod vedením Adolfa von Baeyera, který v roce 1905 získal Nobelovu cenu za chemii za výzkum organických barviv a hydroaromatických sloučenin. Meyer se zde věnoval organickým sloučeninám a mimo jiné i složením kafru, které tehdy bylo široce diskutováno. S Baeyrem se stali celoživotními přáteli.
- V roce 1871 získal místo mimořádného profesora organické chemie na Polytechnice ve Stuttgartu bez habilitace ve věku 23 let. Bylo to na Baeyerovo doporučení a angažován byl Hermannem von Fehlingem. Pracoval zde jeden rok.
- V roce 1872 dostal nabídku na pozici řádného profesora na Polytechnice v Curychu. Zůstal zde třináct let a během tohoto období vymyslel svou známou metodu pro určení hustoty par a prováděl experimenty věnující se disociaci halogenů.
- V roce 1885 byl vybrán jako nástupce profesora chemie Hanse Hübnera (1837–1884) na univerzitě v Göttingenu. Vedl zde slavnou katedru Friedricha Wöhlera. Věnoval se zejména stereochemii.
- V roce 1889 po rezignaci svého bývalého učitele Bunsena byl jmenován profesorem chemie na univerzitě v Heidelbergu. Zde pracoval až do své smrti v roce 1897.

### Osobní život

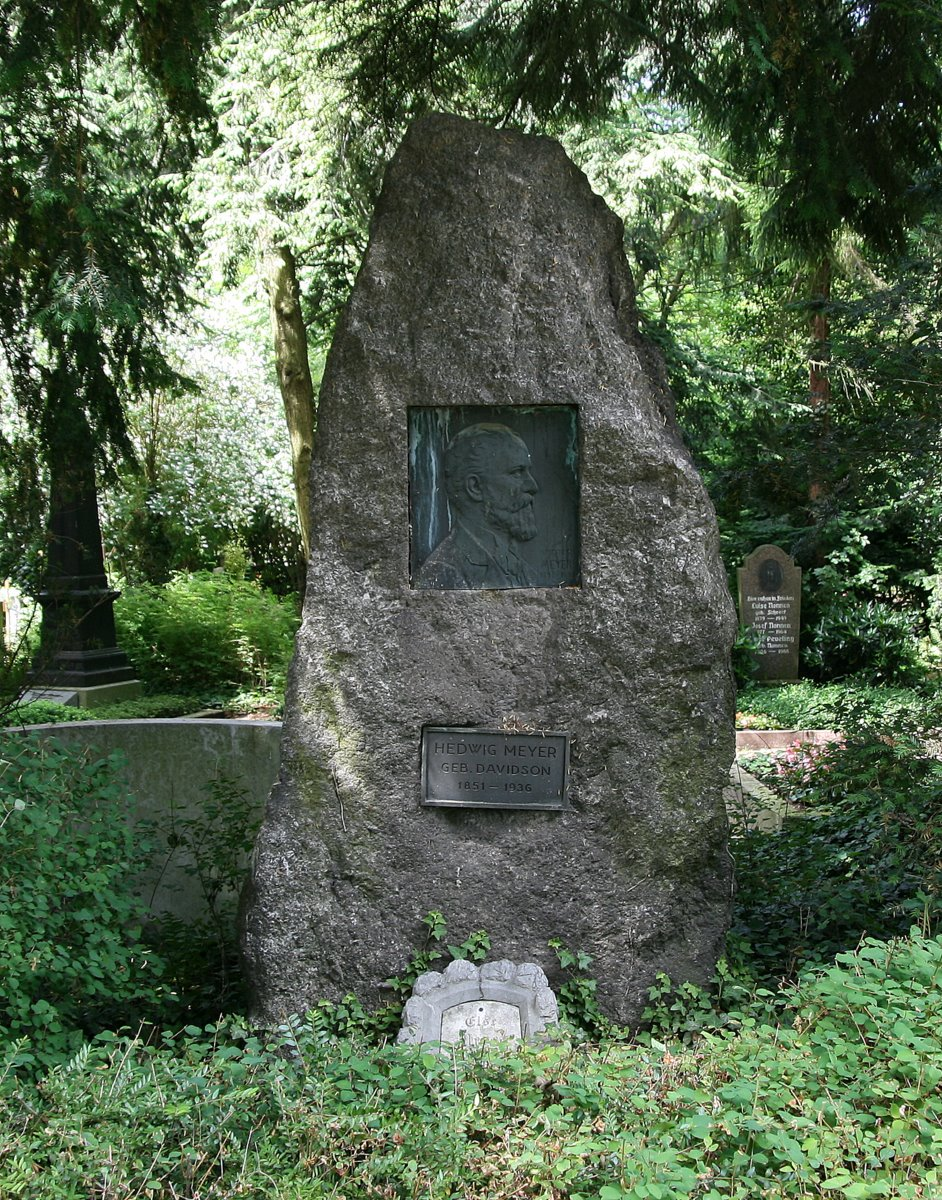
Hrob Viktora Meyera na hřbitově v Heidelbergu

Meyer se přes svůj židovský původ oženil s křesťankou Hedwig Davidsonovou a své děti vychovával v křesťanské víře. Celý život se věnoval především své práci, což vedlo k jeho přepracovanosti a přetížení. Jeho psychický stav se zhoršoval a během posledních let jeho života došlo k několika nervovým zhroucením. Přestože se zcela nezotavit, pokračoval v práci. Při jedné ze svých depresí se Meyer rozhodl vzít si život a spáchal sebevraždu užitím kyanidu. Bylo to pouhý měsíc před dovršením 49 let 8. srpna 1897 v Heidelbergu.

## Dílo

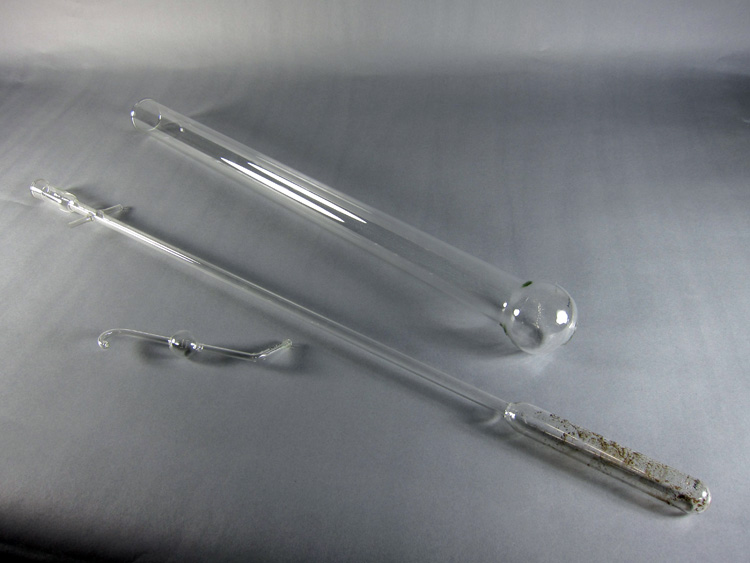
Přístroj Viktora Meyera - nyní standardní laboratorní metoda pro stanovení molekulární hmotnosti těkavé kapaliny

- Přístroj Viktora Meyera - nyní standardní laboratorní metoda pro stanovení molekulární hmotnosti těkavé kapalinyProvedl syntézu aromatických karboxylových kyselin z kyseliny sulfonové a mravenčanů (1869).
- Navrhl metodu pro určení primárních, sekundárních nebo terciárních alkoholů (1872).
- Byl spoluobjevitel kyseliny nitrolové - sloučeniny s funkční skupinou RC(NO2)=NOH (1874).
- Vyvíjel metody pro rozlišení primárních, sekundárních a terciárních nitroalkanů (1875).
- Objevil novou metodu pro stanovení hustoty plynu a sestrojil přístroj (přístroj Victora Meyera), který přesně měří objem těkavé látky, ze které lze odvodit hustotu par plynu a také relativní hmotnost (1878).Obecné vzorce aldoximu a ketoximu

Obecné vzorce aldoximu a ketoximu

- Dokázal, že glukóza není keton ale aldehyd, čímž opravil tvrzení teoretického chemika a prvního vědce, který v roce 1901 získal Nobelovu cenu za chemii, nizozemského chemika Jacobuse Henricuse van 't Hoffa (1880).
- Provedl syntézu aldoximů a ketoximů z hydroxylaminu a aldehydů nebo ketonů, čímž byl objeven nový způsob identifikace struktury těchto sloučenin (1882).
- Objevil novou heterocyklickou sloučeninu thiofen v benzenu získaném z uhlí. Benzen vyrobený dekarboxylací kyseliny benzoové tuto nečistotu neobsahoval (1882).

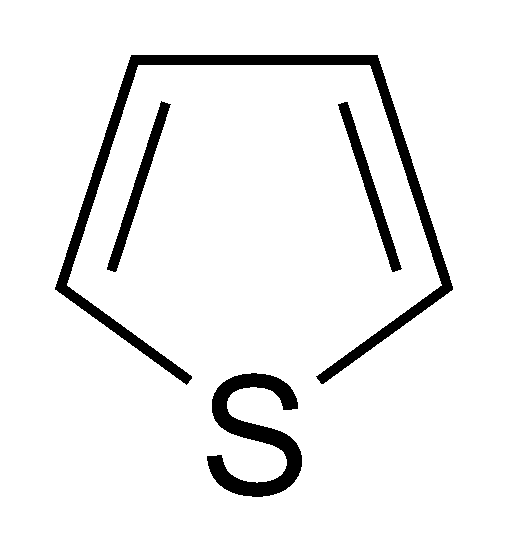
Vzorec thiofenu

- Vzorec thiofenuProvedl první spolehlivou syntézu čistého sirného yperitu (sirná hořčice, S(CH2CH2Cl)2). V současnosti je yperit znám především jako chemická zbraň (1886).
- Zavedl pojmy stereochemie a dipóly u polárních molekul. Byl jedním z prvních, kdo své žáky seznámil s van 't Hoffovou teorií asymetrického uhlíku a Hantzschovou-Wernerovou teorií (1888).
- Zjistil, že ortho-substituované deriváty kyseliny benzoové jsou esterifikovány jen s obtížemi. Tento princip je nyní známý jako zákon esterifikace Victora Meyera a byl objeven při pokusu o esterifikaci kyseliny o-jodosobenzoové (1892).
- Objevil jodoniové sloučeniny pomocí reakcí jodbenzenu C6H5I (1894).

### Publikace
- Společně s Frederickem Treadwellem: Tabellen zur qualitativen Analyse (1884)
- Pyrochemische Untersuchungen (1885)
- Die Thiophengruppe (1888)
- Chemische Probleme der Gegenwart (1890)
- Ergebnisse und Ziele der Stereochemischen Forschung (1890)
- Společně s Paulem Jacobsonem: Lehrbuch der organischen Chemie (1893)
- Märztage im kanarischen Archipel, ein Ferienausflug nach Teneriffa und Las Palmas - cestovní průvodce (1893)